# Xin Bet
El Xin Bet, també conegut per l'acrònim Xavak, és el servei d'intel·ligència d'Israel, encarregat de la seguretat interior, incloent-hi els territoris ocupats palestins. El seu lema és מגן ולא יראה, Magen veLo Yera', "l'escut invisible" pel caràcter secret de moltes de les seves operacions.
El Xin Bet té tres divisions: la divisió encarregada de les escortes i protecció a persones destacades o edificis fonamentals per a l'Estat; la branca que tracta amb els territoris àrabs i les accions de contraterrorisme relacionades i la que s'ocupa de la resta d'assumptes de seguretat de l'estat d'Israel. Es coordina amb el Mossad i l'exèrcit per a les operacions que excedeixin les fronteres del país. Compta amb una divisió militar pròpia anomenada Henza i acompanya els polítics israelians en els seus viatges a l'estranger, on es coordina amb el servei de seguretat de les ambaixades i consolats locals.

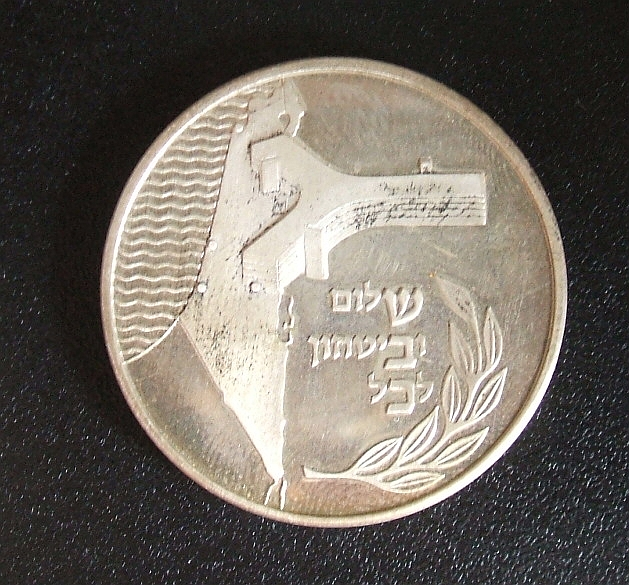
Medalla atorgada als treballadors destacats

El Xin Bet va néixer el 1949 i durant les primeres dècades d'existència combinava les seves funcions amb la detecció de comunistes infiltrats i ajuda als Estats Units en el control del Pròxim Orient, tasca que va desaparèixer amb la desaparició de l'URSS. Posteriorment es va centrar en les operacions internes, essent la branca d'assumptes àrabs la més cèlebre i també la més polèmica, pels mètodes de detenció i interrogatori de les persones considerades potencials terroristes. Les queixes dels presoners i de les entitats internacionals han portat a diverses condemnes de membres del Xin Bet. Han aixecat igualment polèmica els assassinats selectius de líders àrabs. Una de les acusacions de tortura recurrents és la que implica lligar la persona arrestada a un tamboret baix de mans i peus amb el cap tapat per una tela mentre escolta música a tot volum durant hores. La privació del son, la incomoditat física i el soroll alteren la seva resistència psíquica.
El servei depèn directament d'una comissió específica de la Kenésset o parlament israelià. No hi ha dades fiables sobre el seu pressupost, empleats o operacions anuals pel caràcter secret de moltes d'elles.

## Directors
- Isser Harel (1948–1952)
- Izi Dorot (1952–1953)
- Amos Manor (1953–1963)
- Yossef Harmelin (1964–1974)
- Avraham Ahituv (1974–1981)
- Avraham Shalom (1981–1986)
- Yossef Harmelin (1986–1988)
- Yaakov Peri (1988–1994)
- Carmi Gillon (1995–1996)
- Ami Ayalon (1996–2000)
- Avi Dichter (2000–2005)
- Yuval Diskin (2005–2011)
- Yoram Cohen (2011–2016)
- Nadav Argaman (2016–2021)
- Ronen Bar (2021–en actiu 2025)